# Roberts Radio

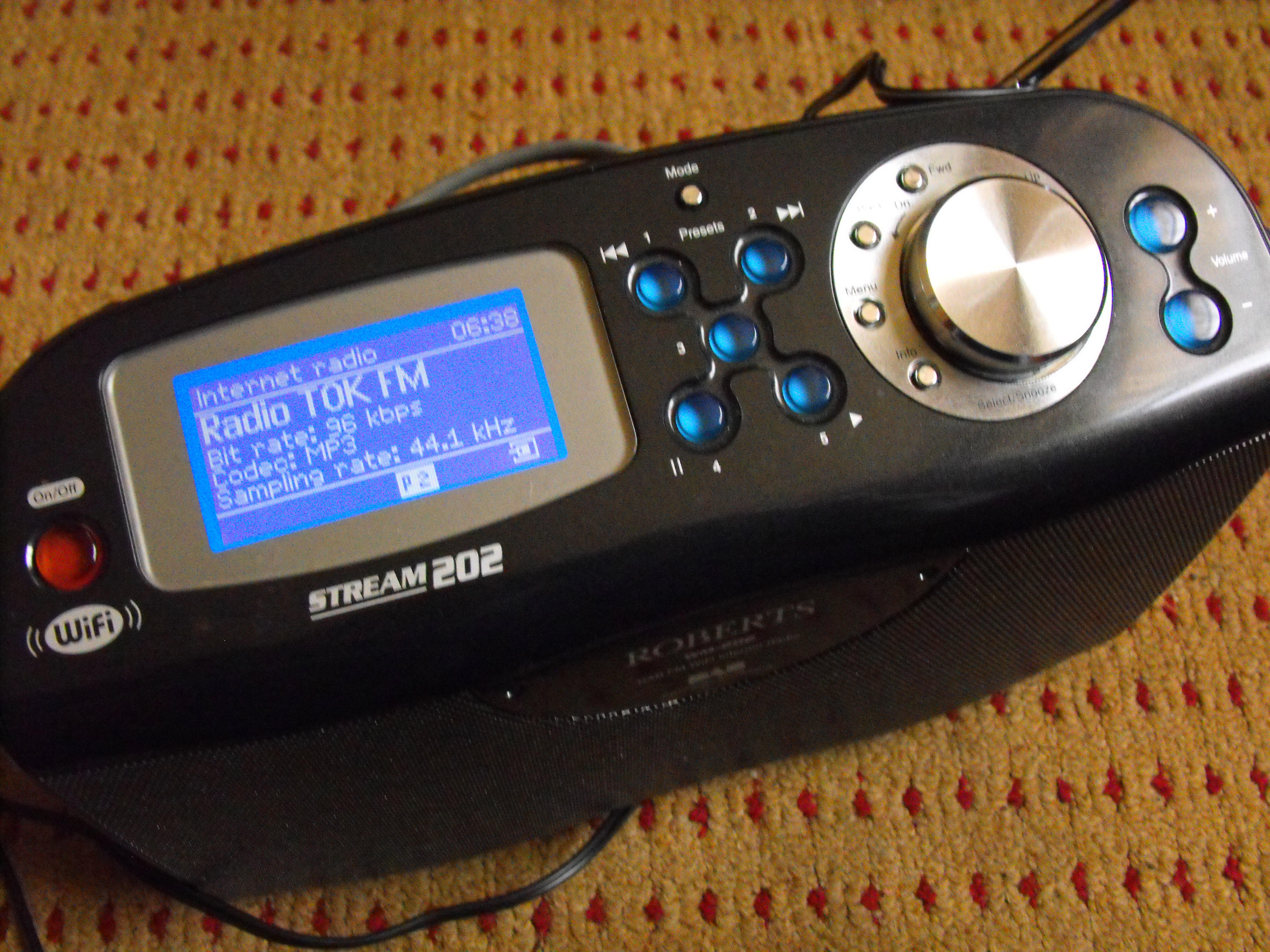
Odbiornik stereofoniczny radia internetowego, DAB i UKF Stream 202

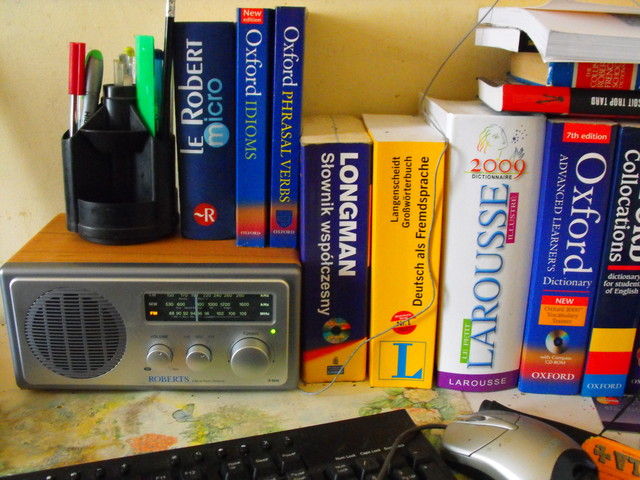
Odbiornik monofoniczny tradycyjny R 9944 z głośnikiem wysokiej mocy

Roberts – firma produkująca sprzęt elektroniczny domowego użytku, mająca swą siedzibę w Mexborough, w hrabstwie South Yorkshire w Anglii. Firma zajmuje się przede wszystkim produkcją radioodbiorników, zarówno tradycyjnych, jak również odbierających w systemie Digital Audio Broadcasting i internetowych. Jest posiadaczem trzech gwarantów królewskich. Firma zatrudnia 8500 pracowników, a jej roczny obrót wynosi 1,5 mld euro.

## Historia
Firmę założył Harry Roberts w r. 1932 pod nazwą Roberts Radio Company. W pierwszym okresie swej działalności firma wytwarzała osiem odbiorników tygodniowo. Produkowała ona radioodbiorniki zarówno klasy ekonomicznej jak i luksusowej, sprzedawane m.in. w domu handlowym Harrods. Firma nigdy nie stosowała klasycznej formy reklamy. W 1994 została przejęta przez firmę Glen Dimplex, jednak nadal produkuje swe wyroby pod marką Roberts.

## Profil produkcji
Obecnie Roberts wytwarza zarówno radia tradycyjne do odbioru na falach UKF i średnich, klasy world receiver (do amatorskiego nasłuchu fal krótkich), jak i odbiorniki przeznaczone do odbioru programów radiofonii cyfrowej powszechnej w Wielkiej Brytanii oraz do odbioru programów radiofonii internetowej. Firma produkuje zarówno odbiorniki klasy popularnej, jak i kolekcjonerskie, zestawy przenośne, oraz osobiste.